# Chalermkiat Sombutpan
Chalermkiat Sombutpan (thailändisch เฉลิมเกียรติ สมบัติปัน, * 20. Juni 1985 in Chiangrai) ist ein ehemaliger thailändischer Fußballspieler.

## Karriere
Chalermkiat Sombutpan spielte bis 2014 beim Erstligisten Chainat Hornbill FC in Chainat. Für Chainat absolvierte er sieben Erstligaspiele in der Thai Premier League. 2015 wechselte er zum Ligakonkurrenten Bangkok United nach Bangkok. Die Hinserie 2016 wurde er von dem Erstligisten Bangkok Glass unter Vertrag genommen. Nach der Hinserie wechselte er Mitte 2016 zum Zweitligisten Chiangmai FC nach Chiangmai. Police Tero FC, ein Erstligist aus Bangkok, nahm ihn ab 2018 unter Vertrag. Mit dem Club stieg er am Ende der Saison 2018 in die zweite Liga ab. Im darauffolgenden Jahr wurde der Club Vizemeister und stieg Ende 2019 direkt wieder in die erste Liga auf. 
Am 1. Juni 2021 beendete er seine Karriere als Fußballspieler.

## Erfolge
Police Tero FC
- Thai League 2: 2019 (Vizemeister)  ▲